# Microchilus whitefoordiae
Microchilus whitefoordiae är en orkidéart som beskrevs av Paul Ormerod. Microchilus whitefoordiae ingår i släktet Microchilus och familjen orkidéer. Inga underarter finns listade i Catalogue of Life.